# Schulte Group
Die Schulte Group ist eine Hamburger Reedereigruppe.

## Geschichte
Das Unternehmen ging aus der Reederei Schulte & Bruns hervor. Bernhard Schulte schied aus dem vorgenannten Unternehmen aus und gründete am 1. Oktober 1955 eine eigene Reederei in Hamburg. Er konzentrierte sich zu Beginn auf kurzfristige Kontrakte und konnte seine Flotte im Zuge der Sueskrise rasch aufbauen. In den Jahren 1957 bis 1967 konnten 13 Neubauten übernommen werden, die zur Hälfte reedereieigen waren und zur anderen Hälfte in Partnerschaft mit Unternehmen erworben wurden.
1963 trat Heinrich Schulte in das Unternehmen mit seinerzeit 14 Schiffen ein und 1967 folgte Thomas Schulte, der eine reedereieigene Befrachtungsabteilung aufbaute. 1968 übernahm die Reederei ihren ersten Gastanker, 1971 begann man mit der Ausflaggung von Schiffen nach Liberia. Im Jahr 1972 stellte Bernhard Schulte ein Viertel beim Aufbau der Hanseatic Shipping Company in Limassol und zählte somit zu den ersten Reedereien mit ausländischem Schiffsmanagement. Der Firmengründer Bernhard Schulte starb 1975. Ab 1981 reduzierte sich der Schiffsbestand aufgrund der Schifffahrtskrise der 1980er Jahre von 30 eigenen und rund 100 bereederten Schiffen auf 22 eigene Schiffe im Jahr 1987. Nach rund zwanzig Jahren verließ Thomas Schulte das Unternehmen, um eine eigene Reederei aufzubauen. Ab 1988 konzentrierte sich die Reederei auf den Bereich der Vollcontainerschiffe und baute weitere Schiffsmanagementunternehmen im Ausland auf. 1996 stieg das Unternehmen mit dem Erwerb der alteingesessenen Oldenburg-Portugiesische Dampfschiffs-Rhederei (OPDR) zum einen in die Linienschifffahrt ein und engagierte sich zum anderen mit dem Ankauf von fünf gebrauchten Produktentanker in der Tankschifffahrt. 2004 kamen auch Rohöltanker und Massengutfrachter hinzu.
Im Jahr 2008 wurde die Firmenstruktur zusammengefasst. Die Schulte Group umfasste nun die Reederei Bernhard Schulte als Eigner- und Reeder der eigenen Schiffe, die Bernhard Schulte Shipmanagement als Schiffsmanagementunternehmen, die OPDR als eigenständige Linienreederei und die BS Treuhand als Treuhandunternehmen. 2011 bezog die Schulte Group ein neues Reedereigebäude in Hamburg am Vorsetzen. Im November 2014 wurde beschlossen, dass die OPDR an die französische Reederei-Gruppe CMA CGM verkauft wird. Mit dem Bau von zwei Schiffen für die Instandhaltung von Offshore-Windparks und der Gründung der Tochterfirma Bernhard Schulte Offshore GmbH trat die Schulte Gruppe 2015 in das Offshore-Segment ein. Ende 2016 gründeten Bernhard Schulte Shipmanagement (BSM) und Babcock International ein 50/50 Joint Venture unter der Firma Babcock Schulte Energy (BSE), um Flüssigerdgas-Bunkerschiffe zu betreiben. Ihr erstes Schiff, die Kairos, wurde im Oktober 2018 in Dienst gestellt.
Im März 2019 wurde bekannt, dass sich Schulte Group aus dem Venezuelageschäft zurückzieht – welches laut Eigenangaben seit 2003 besteht. Bisher betrieb die BSM über ihre zypriotische Niederlassung 13 Tankschiffe der staatlichen venezolanischen Ölgesellschaft PDVSA. Da es wegen Venezuela auferlegten Sanktionen zu Zahlungsrückständen in Höhe von 15 Mio. Euro kam, wurden die Schiffe von Gläubigern in ausländischen Häfen festgesetzt. Am 13. Juni 2019 wurde der von BSM bereederte Tanker Kokuka Courageous während der Spannungen im Golf von Oman etwa 25 Kilometer vor der Küste des Iran im Golf von Oman angegriffen. Am 23. März 2021 lief die Ever Given unter technischer Leitung von BSM im Sueskanal auf Grund, wodurch der gesamte Schiffsverkehr durch den Kanal mehrere Tage zum Erliegen kam.